# 高分屋
高 分屋（こう ぶんや、朝鮮語: 고분옥、生没年不詳）は、百済の聖明王代の文臣。官位は「施徳」。

## 人物
『日本書紀』によると、544年2月、同じ官位「施徳」である馬武や斯那奴次酒とともに、伽耶に使臣として派遣され、伽耶連合の再建と百済と倭国とのあいだの外交懸念に関する聖明王の意思を伝達した。

## 出自
百済人の姓氏は、紀元前2世紀以来の濊や8世紀以降の統一新羅のような中国式姓名への改称はなく、固有語名を使用し続けた。高分屋は、漢姓・漢名の中国人名であるため、漢王朝の武帝が紀元前108年に朝鮮に設置した植民地である楽浪郡で勢力を張った漢人豪族・楽浪高氏の出自であり、313年の高句麗の攻撃による楽浪郡崩壊後、百済に帰化したとみられる。
継体天皇十年（516年）、倭国に派遣された百済の五経博士に漢高安茂がいる。「漢高安茂」の「漢」は「高安茂」が漢人であることを示す表現とされる。したがって、高安茂が漢人であるならば、高寿、高興、高分屋なども同様とみられる。北朝鮮にある楽浪古墳群の梧野里第21号墳から出土した漆器の銘文には「高孝通」とあり、平壌貞柏洞古墳群2号墳からは「高常賢印」と刻印された銀印が出土しており、高氏の出自が、漢王朝の武帝が紀元前108年に朝鮮半島に設置した植民地である楽浪郡・帯方郡にあることを示す資料である。